# 1908년 미국 하원의원 선거
1908년 미국 하원의원 선거는 1908년 미국에서 치러진 하원의원 선거이다.

## 선거 결과
| 정당   | 의석수 |
| ------ | ------ |
| 공화당 | 219석  |
| 민주당 | 172석  |
| 합계   | 391석  |